# Ibn Jatima
Abu Yafar Ahmad bin Ali bin Muhammad bin Jatima al-Ansari, también llamado Ahmad ibn Jatima o simplemente Ibn Jatima, Abén Jatima o Abenjátima fue un médico, poeta y filósofo andalusí, nacido en Almería en 1300 y fallecido en la misma ciudad el 17 de marzo de 1369.

## Vida y obra
Vivió los peores tiempos de la peste bubónica en su ciudad, que fue el puerto de entrada de la enfermedad en al-Ándalus, entre ellos la plaga de 1347-1349. A esta enfermedad dedicó su principal obra, Tahsíl garad al-qásid fi tafsil al-marad al-wafid, o Consecución del fin propuesto en la aclaración de la enfermedad de la peste, aparecida en febrero de 1349. En él se describen otras plagas ocurridas en el mundo conocido, se dan consejos a los habitantes del [Reino nazarí de Granada|reino de Granada] para que se protejan de la enfermedad y se aventura la teoría de que las enfermedades se transmitan a través de "organismos minúsculos" que pasan de un cuerpo a otro. Se adelanta Ibn Jatima así a sus colegas de la Europa cristiana, junto a su contemporáneo y amigo Ibn al-Jatib, en la hipótesis de la infección microbiana y en la importancia del aislamiento en las epidemias.
Es autor además de un diwan de poesías caracterizadas por el artificio poético y la celebración de la vida, compuesto entre 1337 y 1338. Tienen la peculiaridad, según los estudiosos, de estar dedicadas a Alá y al profeta Mahoma, a diferencia de otros autores contemporáneos que suelen dedicar sus obras a sus soberanos más directos. En ellos, Jatima recurre a un peculiar modo de composición utilizando figuras retóricas como el taynīs al tasri' , es decir, la aliteración silábica al final de un verso, figura retomada en el futuro por muchos otros poetas árabes.
Más allá del contenido, destaca la moderna forma de sus composiciones: incluyó en ellas juegos de sonidos, caligramas, enigmas con números y letras, versos recortados del papel y otras aportaciones que se adelantan a la poesía experimental de siglos después.
Por fin, escribió otra obra médica más, que fue traducida al latín como Morbi in posterum vitandi prescriptio et remedia, y una alabanza de su tierra natal titulada Ventajas de Almería respecto a los otros países de España.